# キア・ソネット
ソネット（Sonet）は、起亜自動車が製造・販売しているサブコンパクトクラスのクロスオーバーSUV。

## 概要
キア最小のSUVであり、セルトスに続くキアのインド市場参入第2弾となる車種となる。インド仕様車はインドの税制上で有利になるよう全長4m未満に収まっている。ヒュンダイ・ヴェニューと多くのコンポーネントを共有している。

## 歴史

### 初代（2020年-、QY型）
2020年2月5日、ニューデリーオートエクスポにコンセプトモデルが出展され、8月7日に市販モデルがオンラインで正式発表された。9月5日にアナンタプル工場にて生産が開始され、同月18日からインドで発売を開始した。2020年11月11日にはインドネシアでも発売が開始された。
外観はタイガーノーズグリルに加え、ハートビートに喩えられる形状のLEDのDRLやテールランプを採用するなど最新のキアのデザイン言語を踏襲している。ブートスペースは392Lを確保している。
パワートレーンはインド仕様が
- 直列4気筒 1.2L カッパⅡエンジンと5速MT (115ps)
- 直列3気筒 1.0L カッパⅡ T-GDI（直噴ターボ）と6速iMT（クラッチレスMT）または7速DCT (120ps)
- 直列4気筒 1.5L U ディーゼルエンジンと6速MT (100ps) または6速AT (115ps)

という構成になる。インドネシア仕様は直列4気筒 1.5L ガンマⅡエンジンと6速MTまたはIVTの組み合わせとなる。サスペンションはフロントがマクファーソンストラット、リアがカップルドトーションビームアクスルで、ブレーキはフロントがディスク、リアがドラムとなる。
ダッシュボードには4,2インチのデジタルメータークラスターとセンターコンソールに10.25インチのタッチスクリーンを装備する。キアのインフォテインメントシステムであるUVOはAIアシスタントによる音声操作や地図の無線アップデートなど多数の機能を備えている。
安全装備は6エアバッグとESC/HAC/VSMを備える。
この他にBOSEプレミアム7スピーカーサウンドシステム（LEDサウンドムードライト付き）、ベンチレーテッドフロントシート、ウイルスやバクテリアから保護する空気清浄機、スマートフォンのワイヤレス充電器なども装備される。